# 摩根·基比斯-韋特
摩根·基比斯-韋特（英語：Morgan Anthony Gibbs-White；2000年1月27日—）是一位牙買加裔英格蘭足球運動員，现效力於英超球隊諾丁漢森林。他為英格蘭各級青年國家隊出賽。

## 榮譽

### 俱乐部
狼隊
- 英格蘭足球冠軍聯賽冠軍 : 2017-18[4]

### 國家隊
英格蘭U21
- U21歐洲國家盃冠軍 : 2023[5]